# چاردستاک
چاردستاک (به انگلیسی: Chardstock) یک روستا و محله مدنی در بریتانیا است که در East Devon واقع شده‌است. چاردستاک ۸۲۸ نفر جمعیت دارد.